# Policosanol
Policosanol (o polycosanol) es el término genérico para una mezcla natural de alcoholes de cadena larga extraídos de plantas cerosas. Se utiliza como un complemento nutricional destinado a reducir el colesterol LDL (colesterol «malo») y aumentar el colesterol HDL (colesterol «bueno» o «saludable») y para ayudar a prevenir la aterosclerosis,[cita requerida] aunque algunos estudios[¿cuál?] han cuestionado la eficacia del policosanol.

## Propiedades físicas
El policosanol es una mezcla de unos alcoholes grasos derivados de las ceras de dichas plantas como la caña de azúcar y el ñame, así como la cera de abejas. El alcohol más frecuente en el policosanol es octacosanol, seguido por triacontanol.
Hay una concentración mucho más baja de varios otros alcoholes grasos: alcohol behenílico, alcohol lignocerílico, alcohol cerílico, 1-heptacosanol, 1-nonacosanol, 1-dotriacontanol y alcohol geddyl.
La modulación de la reductasa de la HMG-CoA y la inhibición de la absorción de ácido biliar se han propuesto como mecanismos.

## Estudios
Los estudios publicados han llegado a conclusiones contradictorias en cuanto a la eficacia del policosanol en la reducción de LDL (es decir, el "colesterol malo") o elevar el HDL (es decir, el "colesterol bueno"), a pesar de una serie de estudios financiado por el gobierno cubano, que produce y comercializa la droga. Ensayos clínicos independientes más antiguos no encontraron evidencia de la eficacia del policosanol, mientras que los estudios más recientes han encontrado un efecto.